# Arlington (Dakota del Sur)
Arlington es una ciudad ubicada en los condados de Kingsbury y Brookings en el estado estadounidense de Dakota del Sur. En el Censo de 2010 tenía una población de 915 habitantes y una densidad poblacional de 213,21 personas por km².

## Geografía
Arlington se encuentra ubicada en las coordenadas 44°21′49″N 97°8′4″O / 44.36361, -97.13444. Según la Oficina del Censo de los Estados Unidos, Arlington tiene una superficie total de 4.29 km², de la cual 4.29 km² corresponden a tierra firme y (0%) 0 km² es agua.

## Demografía
Según el censo de 2010, había 915 personas residiendo en Arlington. La densidad de población era de 213,21 hab./km². De los 915 habitantes, Arlington estaba compuesto por el 97.38% blancos, el 0.66% eran afroamericanos, el 1.09% eran amerindios, el 0.11% eran asiáticos, el 0% eran isleños del Pacífico, el 0.11% eran de otras razas y el 0.66% pertenecían a dos o más razas. Del total de la población el 2.51% eran hispanos o latinos de cualquier raza.